# Челопек (община Старо Нагоричане)
Вижте пояснителната страница за други значения на Челопек.
Челопек (на македонска литературна норма: Челопек) е село в Северна Македония, в община Старо Нагоричане.

## География
Селото е разположено в областта Средорек в източните склонове на планината Руен.

## История
Гробищната църква „Света Троица“ е от XVI - XVII век. В края на XIX век Челопек е българско село в Кумановска каза на Османската империя. Според статистиката на Васил Кънчов („Македония. Етнография и статистика“) от 1900 година Челопек е населявано от 525 жители българи християни.
Населението на Челопек е разделено в конфесионално отношение. Според патриаршеския митрополит Фирмилиан в 1902 година в селото има 30 сръбски патриаршистки къщи. Според секретен доклад на българското консулство в Скопие 62 от 77 къщи в селото през 1904 година под натиска на сръбската пропаганда в Македония признават Цариградската патриаршия. През лятото на 1905 година сръбски четници отвличат и убиват местния български учител В. Тасев. По данни на секретаря на Българската екзархия Димитър Мишев („La Macédoine et sa Population Chrétienne“) в 1905 година в селото има 280 българи екзархисти и 320 българи патриаршисти сърбомани и в селото функционират българско и сръбско училище.
В 1904 - 1905 година сръбски четници убиват българския учител Величко и няколко селяни.
На 16 април 1905 година над Челопек съединени сръбски чети се сражават с турски войски, като в сражението загива войводата подпоручик Петър Тодорович. В битката участват още Доксим Михайлов, Лазар Куюнджич, Боривое Йованович и Борко Пащрович.
В учебната 1907/1908 година според Йован Хадживасилевич в селото има патриаршистко училище.
По време на Първата световна война Челопек е част от Старонагоричанска община и има 559 жители.
Според преброяването от 2002 година селото има 283 жители.
| Националност     | Всичко |
| северномакедонци | 277    |
| албанци          | 0      |
| турци            | 0      |
| роми             | 0      |
| власи            | 0      |
| сърби            | 6      |
| бошняци          | 0      |
| други            | 0      |

## Личности
Родени в Челопек
- Йовчо Кузманов, български революционер от ВМОРО, четник на Кръстю Лазаров[11]
- Яким Челопечки, войвода на доброволческа чета в Сръбско-турската война от 1877 – 1878 г.

Починали в Челопек
- Илия Джуричич Църногорац (? – 1905), сръбски четник
- Люба Атанацкович (? – 1905), сръбски четник
- Петър Тодорович (? – 1905), сръбски четнически войвода
- Риста Попович Беранац (? – 1905), сръбски четнически войвода
- Риста Цветкович Поречанац (? - 1905), сръбски четник[12]
- Тодор Гвозденович Призренац (? – 1905), сръбски четник